# Hideo Murata
Hideo Murata (村田英雄, Murata Hideo), 17 janvier 1929 – 13 juin 2002 est un chanteur japonais des genres musicaux rōkyoku et enka. Il participe 27 fois à l'émission télévisée Kōhaku Uta Gassen.
Murata est le fils d'un chanteur rōkyoku Senyu Hirosawa (広沢仙遊, Hirosawa Senyū) et de Tsutako Yano (矢野ツタ子, Yano Tsutako). Il est immédiatement adopté par Sumiko Deriba (出利葉スミ子, Deriba Sumiko) et Haruo Kajiyama (梶山春雄, Kajiyama Haruo) devient son beau-père. Son véritable nom est Isamu Kajiyama (梶山勇, Kajiyama Isamu). Il étudie le rōkyoku auprès de Kumo Sakai, lui-même élève de Kumoemon Tōchūken.
Repéré par Masao Koga, Murata fait ses débuts avec la chanson Muhōmatsu no Isshō (無法松の一生) en 1958. Son simple Ōshō en 1961 se vend à plus d'un million d'exemplaires. Avec Hachiro Kasuga et Michiya Mihashi, il est l'un des plus connus des chanteurs d'enka et Haruo Minami est considéré comme son rival.

## Source de la traduction
- (en) Cet article est partiellement ou en totalité issu de l’article de Wikipédia en anglais intitulé « Hideo Murata » (voir la liste des auteurs).